# Орілька (село)
Орі́лька — село в Україні, у Перещепинській міській громаді Самарівського району Дніпропетровської області. Населення за переписом 2001 року становить 325 осіб. До 2020 року орган місцевого самоврядування — Керносівська сільська рада.

## Географія
Село Орілька розташоване за 85 км від обласного центру та 63 км від районного центру, на лівому березі річки Оріль (або правому березі каналу Дніпро — Донбас), вище за течією на розташоване сусіднє село Шандрівка (4,5 км), нижче за течією — село Ганнівка (0,5 км). Через село пролягає автошлях територіального значення Т 0412.

## Населення

### Мова
Розподіл населення за рідною мовою за даними перепису 2001 року:
| Мова       | Кількість | Відсоток |
| ---------- | --------- | -------- |
| українська | 303       | 93.23%   |
| російська  | 22        | 6.77%    |
| Усього     | 325       | 100%     |